# Aplikator promieniotwórczy

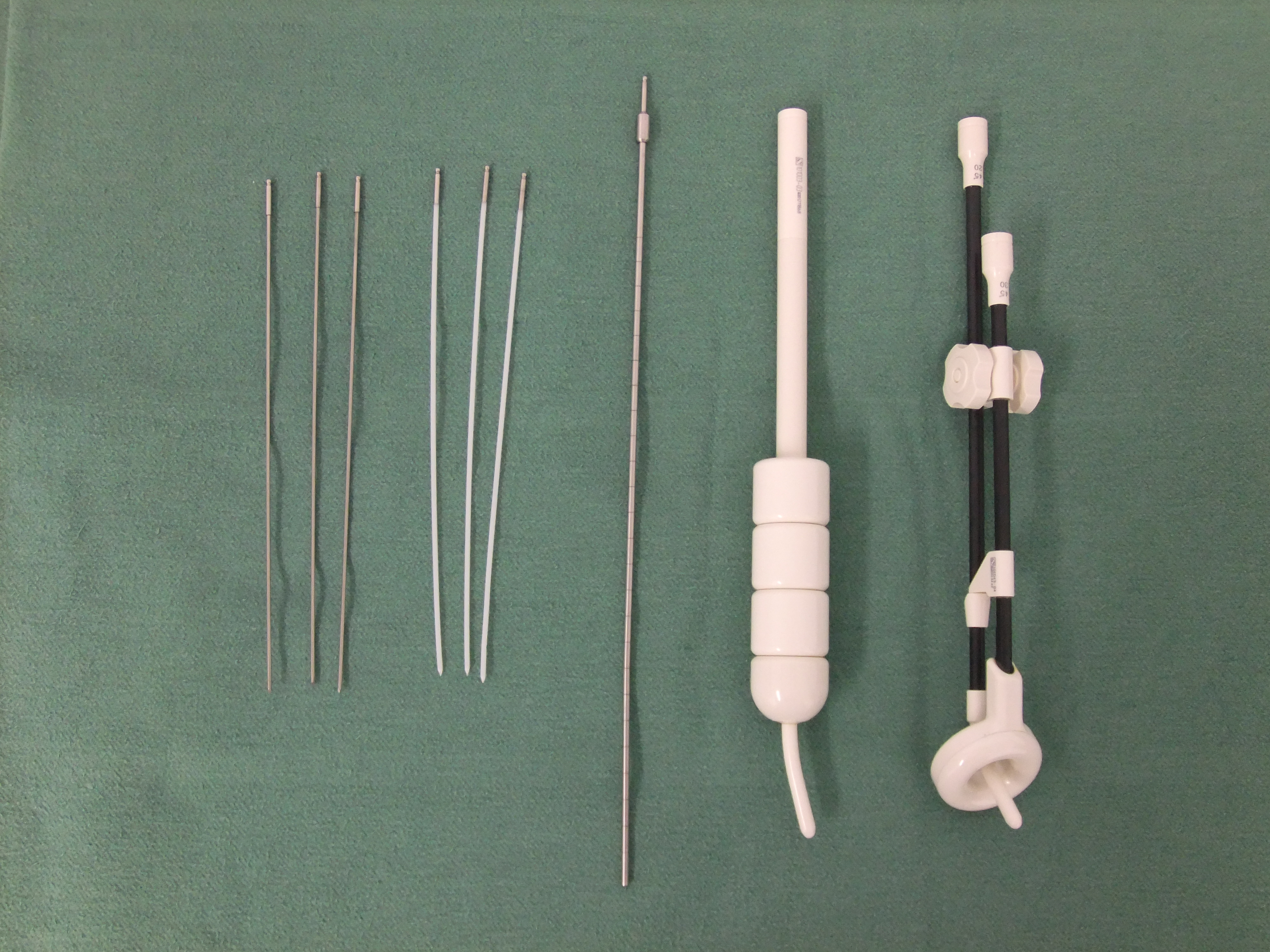
Różne aplikatory do brachyterapii

Aplikator promieniotwórczy – źródło promieniowania jonizującego zawierającego izotop promieniotwórczy w postaci przystosowanej do bezpośredniego (stykowego, śródtkankowego) napromieniowania tkanek w brachyterapii. 
Aplikator najczęściej przyjmuje postać drucika, igły, perełki, rurki, bądź plakietki, umieszczanej wewnątrz lub na chorej tkance.
Pierwszy aplikator przeznaczony do leczenia nowotworów gałki ocznej został skonstruowany w 1985 roku.